# جين قاي دوبويس
جين قاي دوبويس هو محامي وسياسي كندي، ولد في 2 أبريل 1948 في كندا. حزبياً، نشط في الحزب الليبرالي الكندي. وقد انتخب عضو مجلس العموم الكندي.